# Фэйрс, Скинт
Джон Ли «Скинт» Фэйрс (англ. John Lee «Squint» Phares; 31 декабря 1915, Элкинс, Западная Виргиния — 16 августа 1974, Колумбус) — американский баскетболист, выступавший на позициях защитника и форварда.

## Биография
Фэйрс родился и вырос в Элкинсе, Западная Виргиния. Во второй половине 1930-х с перерывами учился в Университете Западной Виргинии, где играл за баскетбольную команду, а также занимался футболом и бейсболом. В 1938 году присоединился к команде НБЛ «Питтсбург Пайрэтс», в составе которой провёл один сезон. После этого женился на Мэри Эбботт и переехал в Колумбус, Огайо, где управлял детским садом.